# Macrocollum
Macrocollum („velký krk“) byl rod starobylého sauropodního dinosaura, žijícího v období pozdního triasu (asi před 225 miliony let) na území dnešní jižní Brazílie (stát Rio Grande do Sul). Typový druh M. itaquii byl formálně popsán trojicí paleontologů v listopadu roku 2018. Byly objeveny výborně zachované a relativně kompletní exempláře tohoto dinosaura.

## Popis
Macrocollum představuje jednoho z prvních známých zástupců sauropodomorfů, u kterých se již značně zvětšily tělesné rozměry a zejména došlo k výraznému protažení krční části páteře (zhruba dvojnásobně) oproti vývojově primitivnějším sauropodomorfům. Díky tomuto druhu máme nyní dobře zmapovány základní změny v kosterní anatomii sauropodomorfů v kritickém období před 233 až 225 miliony let, tedy v rané fázi svrchního triasu.
Další fosilní exempláře tohoto dinosaura, a sice první mimo typovou lokalitu objevu, byly popsány v říjnu roku 2023. Tyto nálezy umožňují lépe pochopit význam taxonu z hlediska jeho evoluce a biostratigrafie.

## Systematické zařazení
Tento vývojově primitivní sauropodomorf patřil do kladu výlučně gondwanských sauropodomorfů (druhů, obývajících pouze „jižní“ kontinenty).
Blízce příbuznými rody jsou Plateosaurus, Unaysaurus a Issi.